# Chiesa di Santa Maria Rotonda (Ripalta Arpina)
La chiesa di Santa Maria Rotonda è la parrocchiale di Ripalta Arpina, in provincia di Cremona e diocesi di Crema; fa parte della zona pastorale sud.

## Storia
L'esistenza della pieve di Ripalta è attestata a partire dal 1150 circa; nel XII secolo essa risultava retta da arciprete e da un capitolo di canonici e dal Liber Synodalium del 1385 s'apprende che essa aveva come filiali le cappelle di Montodine, Moscazzano e Rovereto.
La pieve fu visitata nel 1520 dal vescovo Gerolamo Trevisan e nel 1578 monsignor Niccolò Sfondrati trovò che l'arciprete era coadiuvato da un canonico e da un chierico e che nella pieve aveva sede la confraternita del Santissimo Sacramento.
Nel 1580, con l'istituzione della diocesi di Crema, decretata da papa Gregorio XIII l'11 aprile di quell'anno, la chiesa entrò a farne parte; tre anni dopo la parrocchia, inclusa nel vicariato di Ripalta Nuova, ricevette la visita apostolica del vescovo di Bergamo Gerolamo Ragazzoni.
Il vescovo Diedo annotò, durante la sua visita del 1611, che la chiesa era inserita nel vicariato di Montodine.
La prima pietra della nuova parrocchiale venne posta nel 1779; l'edificio, in stile neoclassico, fu portato a termine nel 1799.
Se nel Settecento la chiesa era menzionata nuovamente tra quelle inserite nel vicariato di Ripalta Nuova, nel secolo successivo tornò nel vicariato di Montodine, per poi confluire nel 1970 nella neo-costituita zona pastorale sud.

## Descrizione

### Esterno
La facciata a capanna della chiesa, rivolta a ponente e rivestita in mattoni, è suddivisa da una cornice marcapiano in due registri, entrambi scanditi da lesene tuscaniche; quello inferiore presenta i tre ingressi, mentre quello superiore è caratterizzato da una finestra e coronato dal timpano di forma triangolare.
Annesso alla parrocchiale è il campanile a base quadrata, abbellito da parsate angolari; la cella presenta su ogni lato una monofora sormontata da un timpano ed è coronata dalla cupoletta poggiante sulla lanterna.

### Interno
L'interno dell'edificio si compone di un'unica navata, al termine della quale si sviluppa il presbiterio, chiuso dall'abside quadrata; qua sono conservate diverse opere di pregio, tra le quali l'affresco raffigurante la Vergine Assunta attorniata dagli Apostoli e da angeli, eseguito da Mauro Picenardi, e i dipinti dei pennacchi, ritraenti i Quattro Evangelisti.